# Глуховский Успенский монастырь
Глуховской Преображенско-Успенский монастырь — православный женский монастырь, существовавший в Глухове в XVII-XX веках.

## История
Монастырь был основан в 1670 году в Глухове согласно универсалу гетмана Демьяна Многогрешного. Игуменьей монастыря был назначен вдову военного товарища Тамборовича — Агафью (Афанасию).
В 1681 году женский монастырь был приписан к Вознесенскому монастырю в Киеве, где в течение 1685—1688 годов игуменьей была мать гетмана Ивана Мазепы — Мария Магдалина. В 1692 году по её ходатайству московский патриарх Адриан позволил перенести монастырь с окраины на Чернеччину (современная суконная фабрика) в центр Глухова с расположением у Церкви Успения Пресвятой Богородицы, которую начали строить в 1686 году при поддержке гетмана Ивана Самойловича: «нача здати муром церковь сию за отпущение грехов своих, вельможной пани Марии малжонки, и потомков своих Григория, Иакова и Анастасии в гради Глухови и за преставших рабов божих Симеона, полковника Стародубского и Параскеви, боярыни Шереметевой, гетманской дшери». Строительство велось несколько лет и было уже завершено при содействии гетмана Ивана Мазепы .
Монастырь получил название Успенского от церкви, построенной гетманом Иваном Самойловичем на месте братской могилы московских стрельцов, погибших во время антимосковских беспорядков 1658 года.
В «Атласе Малороссии с картами и планами городов», изданном в 1778 году, данный храм упоминается в составе монастыря: «далѣе, по линiи улицы, обывательскiу каменные погреба и сотенная канцелярiя; за ней, на юз, находился дѣвичий монастырь съ церквями Успенiя и Вознесенiя, примыкавший къ крѣпостному валу…». Вторая небольшая церковь располагалась на юг и была построена как трапезная в честь Рождества Христова. Она пострадала в пожаре 1748 года и пустовала.
В 1694 году в монастыре был заложен Свято-Троицкий храм. Закладная доска о регистрации данного события имеется под номером: КП.-2024, М.-270 в Сумском областном художественном музее имени Никанора Онацкого.
Церковь Успения Пресвятой Богородицы во время пожара 1784 года сгорела и больше не отстраивалась и в итоге императрица Екатерина II приказала её разобрать.
На месте Успенской церкви был установлен памятник из кирпича. На лицевой стороне, обращенной к улице, в неглубокой нише за стеклом находилась небольшая икона Успения Пресвятой Богородицы.
В 1930-е годы монастырь был закрыт органами советской власти.

## Архитектурные сооружения
- Церковь Успения Пресвятой Богородицы[укр.](заложена в 1686 году) — главный храм, принадлежавший к типу простого тетраконха;
- Рождества Христова — трапезная церковь;
- Свято-Троицкий храм (заложен в 1694 году)

В «Атласе Малороссии с картами и планами городов» 1778 года отмечается, что «…церкви были, большей частью, об одной главъ, но были и о трех; а дъвичий монастырь имел их 4».

## игуменьи
- Агафья (Афанасия) — основательница;
- Мария-Магдалина (Мазепа) ;
- Елизавета (упоминается под 1754 годом).